# Bogomilství

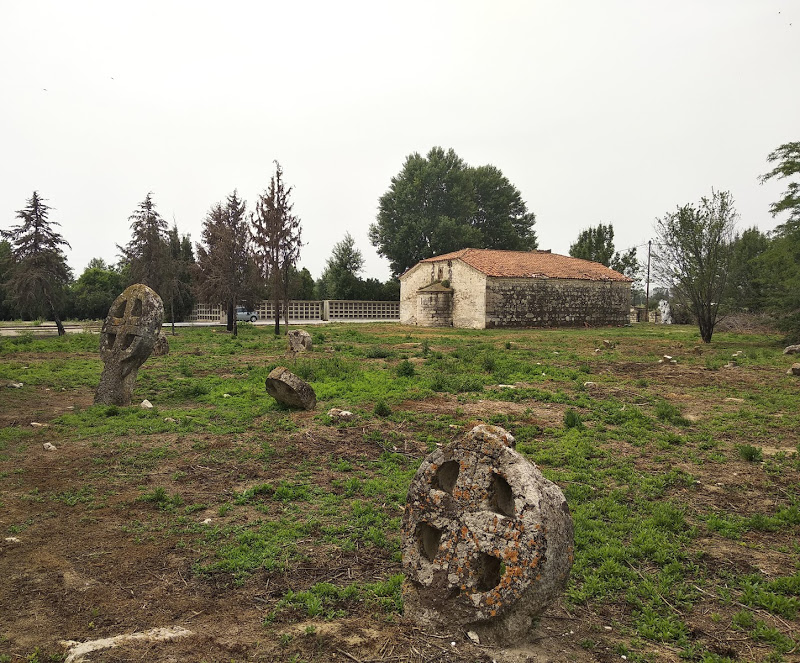
Pohřebiště bogomilů nedaleko řecké Soluně

Bogomilství byl za křesťanství sám sebe označující náboženský směr, označovaný někdy jako dualistický, gnostický, či jako příbuzný s manicheismem. Podnětem k jeho vzniku byla mimo jiné misijní činnost křesťanů označovaných jako tzv. Paulikiáni (sami sebe tak nenazývali), kteří působil v Malé Asii (Arménii a Palestině). Takzvaní bogomilové sami sebe nazývali pojmem „křesťané“ a v jejich řadách se aktivně uplatnili i nižší křesťanští duchovní.
Od 10. do 15. století se bogomilské křesťanství udrželo na Balkáně, především v oblasti Bulharska a Bosny a Hercegoviny. Podle některých pramenů přispěla misijní činnost bogomilů v Itálii a jižní Francii ke vzniku hnutí patarenů, valdenských a katarů.
Za zakladatele tohoto ke křesťanství se hlásícího náboženského proudu, který byl byzantskou i římskou církví vnímán jako hereze, je považován Bogomil (Bogumil), jenž působil jako venkovský kněz v Bulharsku v 10. století a který měl v počátcích tohoto hnutí vůdčí význam. Samo pojmenování „bogomil“ má význam „Boha milující“ a je zmiňováno řadou dochovaných antibogomilských dokumentů, mezi které patří např. Beseda proti Bogomilům.

## Charakteristika, praktiky a učení
Na vznik hnutí silně působily sociální poměry a odpor proti byzantské kultuře a jejímu společenskému řádu. Bogomilové mnohdy pocházeli z utlačovaných sociálních vrstev, kritizovali zesvětštění společnosti i byzantské církve, kladli důraz na mravnost, protestovali proti tlaku světské i církevní vrchnosti, odmítali princip nadvlády, světské právo, soudy, přísahy a trest smrti a užívání násilí. Žádali sociální spravedlnost a rovnost.

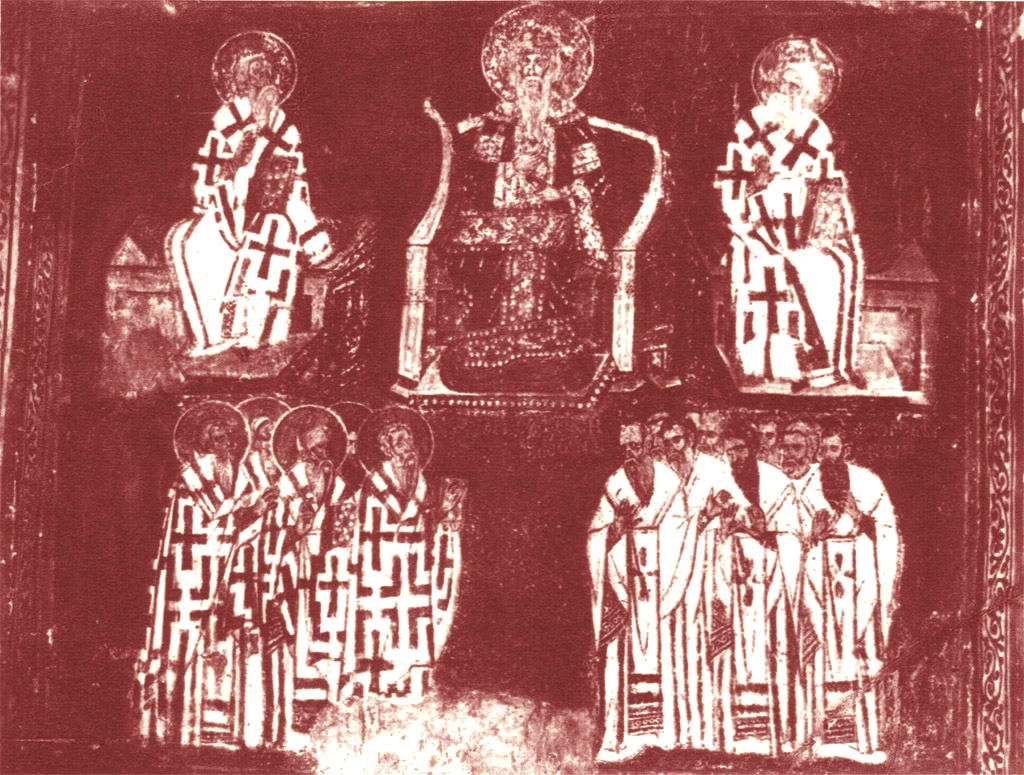
Koncil proti bogomilům pořádaný Štěpánem Nemanjou (postavy představující bogomily vpravo dole)

O učení a víře takzvaných bogomilů se dozvídáme pouze z polemických spisů namířených proti jejich víře, protože jejich vlastní literatura byla ničena. V náboženské rovině bogomilové podle dochovaných zpráv uznávali existenci Boha a ďábla, v ďáblu však neviděli bytost Bohu rovnou, ale padlého anděla – ďábel stvořil hmotný svět, vedle něhož existuje duchovní svět boží. Duše člověka je od Boha, ale odloučila se od něho, takže upadla v moc ďábla, jenž ji spoutal tělem. K dílu ďábla tak patří i udržování života, tedy i manželství a plození dětí – z toho důvodu někteří z bogomilů, působící prakticky jako bogomilští duchovní, žili v celibátu, avšak řadoví bogomilští věřící žili manželským životem. Protože věřili, že pravý Bůh se nechce spojit s nečistou hmotou, odmítali církevní učení o Kristově současném plném božství i lidství, zpochybňovali Kristovu smrt na kříži a zmrtvýchvstání. Ježíš Kristus podle jejich víry nespasil svět svou obětí, ale svým učením. Odmítali dále církevní svátosti, znamení kříže, ctění Panny Marie, náboženské obrazy, chrámy, bohoslužebné obřady, kněžství. Římskou i byzantskou církev odmítali jako závadnou verzi křesťanství, zkaženou od doby císaře Konstantina. Sami se chápali jako očišťovatelé Kristova učení k jeho původní podobě a věřili, že tvoří pravou církev. Jejich hnutí mělo laický ráz – měli prostá shromáždění věřících s modlitbami a výklady těch částí Bible, které uznávali. Brali zřetele na individuální uplatnění a spoléhali se na vlastní schopnost ke kázání. Časem se mezi bogomily vytvořila vrstva věřících, kteří se rozhodli žít v celibátu, nejíst maso, vejce máslo sýry a nepít víno, zatímco zbylí věřící se řídili jejich vedením, ale sami nežili natolik asketickým životem, měli děti a neodpírali ani vojenskou službu.
Původní bogomilové odmítali Starý zákon a řídili se pouze Novým zákonem. Pozdější byzantští bogomilové učinili výjimku u starozákonních Žalmů a Knih proroků. Nepřijímali však Písmo doslovně. Základem jejich učení bylo přesvědčení, že to, co je viditelné, je zlé.

## Význam a rozšíření

Rozšíření bogomilství a jeho vliv

Šíření bogomilství (a koneckonců i jiných dualistických výkladů křesťanské věrouky) bylo v Byzantské říši považováno za velmi závažný problém. Objevovalo se čas od času v průběhu různých století ve všech okrajových oblastech říše (tedy kromě Balkánu, kde bylo hlavně bogomilství rozšířeno i v oblastech Levanty). Bogomilské knihy byly páleny (proto se také nedochovala žádná díla), věřící byli souzeni a zavíráni do vězení, či zabíjeni. Nezřídka jim také byl přisuzován sodomitismus a jiné sexuální úchylky. S úpadkem byzantské moci na Balkáně museli problém šířícího se bogomilství řešit také i nastupující středověké státy – Srbsko, kterému vládli Nemanjići, a Bulharsko. Po tom, co se sv. Vladimír na přelomu 10. a 11. století nechal pokřtít, pronikli bogomilové i na Kyjevskou Rus. Ze Srbska byli nuceni stáhnout se do Bosny, kde se jejich víra podle některých badatelů stala oficiálním náboženstvím Bosenské církve až do prosazení islámu. Na území Byzance zprávy o bogomilech mizí v době po pádu Konstantinopole roce 1453, v Bulharsku v polovině 18. století Právě souvislost s jejich vysokým a pozdním výskytem v Bulharsku (jakož i vznik sekty tamtéž) dal vzniknout hanlivým výrazům v různých evropských jazycích, jako např. bougre ve francouzštině, bugger v angličtině či buzerant v češtině.